# جبال الفوارة
جبال الفوَّارة أو سلسلة جبال الفوارة أو (نقحرة: سييرا دي لا ألفاجوارا) هي سلسلة جبال في كورديليرا سوبيتيكا ، بجانب Sierra de Huétor في جنوب إسبانيا. تقع هذه السلسلة ضمن المحمية الطبيعة: Parque Natural de la Sierra de Huétor y la Alfaguara .
ترتفع سلسلة الجبال فوق بلدة الفخَّار. صورَّت مشاهد من فيلم إنديانا جُنز والحملة الأخيرة على الجبل.
يحتوي النطاق على فوارة Arboretum الذي كان في السابق مشتلًا للأشجار كان يزود بالنباتات الصنوبرية لإعادة تشجير منطقة Sierra de Huétor بأكملها.